# Маріуполь (аеропорт)
Міжнародний аеропорт «Маріуполь» (IATA: MPW, ICAO: UKCM) — аеропорт міста Маріуполь, Україна. Після реконструкції став швидко розвиватися. З 2001 року — власність ВАТ «Маріупольський комбінат імені Ілліча». Після приєднання Комбінату Ілліча у 2011 р. до групи Метінвест договір про оренду був розірваний. Аеропорт перейшов у комунальну власність міста. У січні 2012 року аеропорт орендує «Азовмаш». 
В 2022 був зруйнований у ході російського вторгнення.

## Загальна інформація

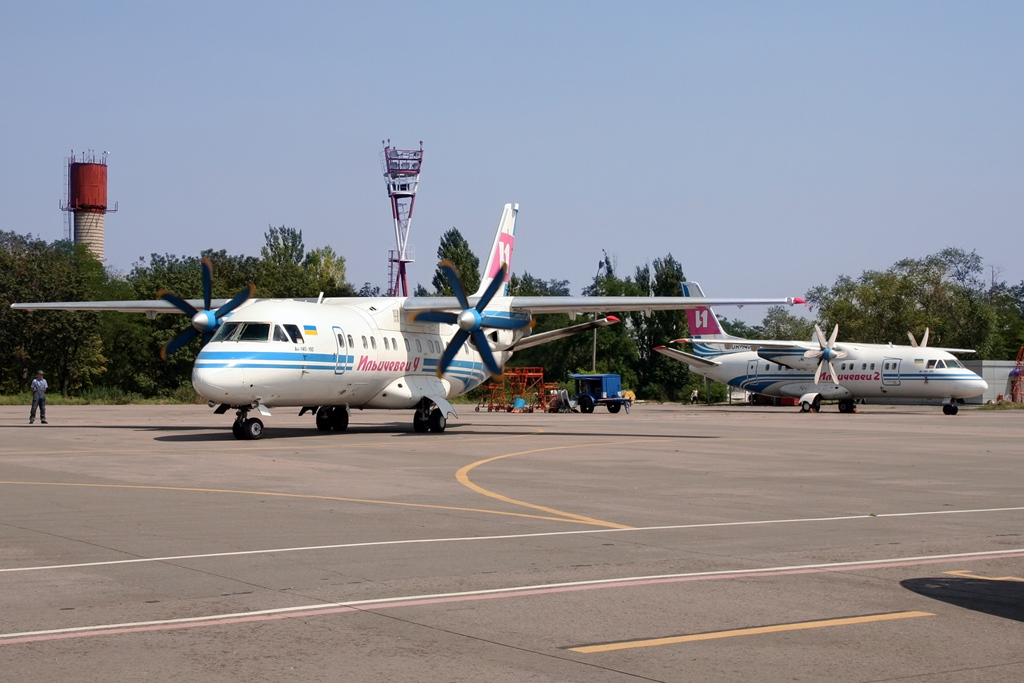
Антонов Ан-140-100 компанії Ілліч-Авіа

Аеропорт розташований за 5 км на захід від центру міста (автошлях E58). Висота над рівнем моря 76 метрів; працює з 5 до 17 години, має 1 вантажний термінал.
Генеральний директор: Олександр Вистоський.
Особливу цікавість становить мозаїка, що проходить по всьому вестибюлю внутрішньої частини вокзалу. Під час реконструкції приміщення аеровокзалу збереження мозаїки дістало значні труднощі для реконструкторів.

## Історія

### Закриття аеропорту з 2014 року
Під час російсько-української війни 2014 року, аеропорт був закритий з 19 червня 2014 року.
Польоти в аеропорт Маріуполь припинилися з початком бойових дій на Донбасі, а сам аеропорт перетворився на військовий штаб. У квітні 2016 року військові звільнили будівлю аеропорту, а вже в травні його планувалося відкрити для пасажирів. Але в цілях безпеки польоти до Маріуполя не поновлювалися.

## Авіакомпанії та призначення
- Ілліч-Авіа (Внуково), (Київ-Жуляни, Сімферополь), Афіни, Салоніки

## Галерея

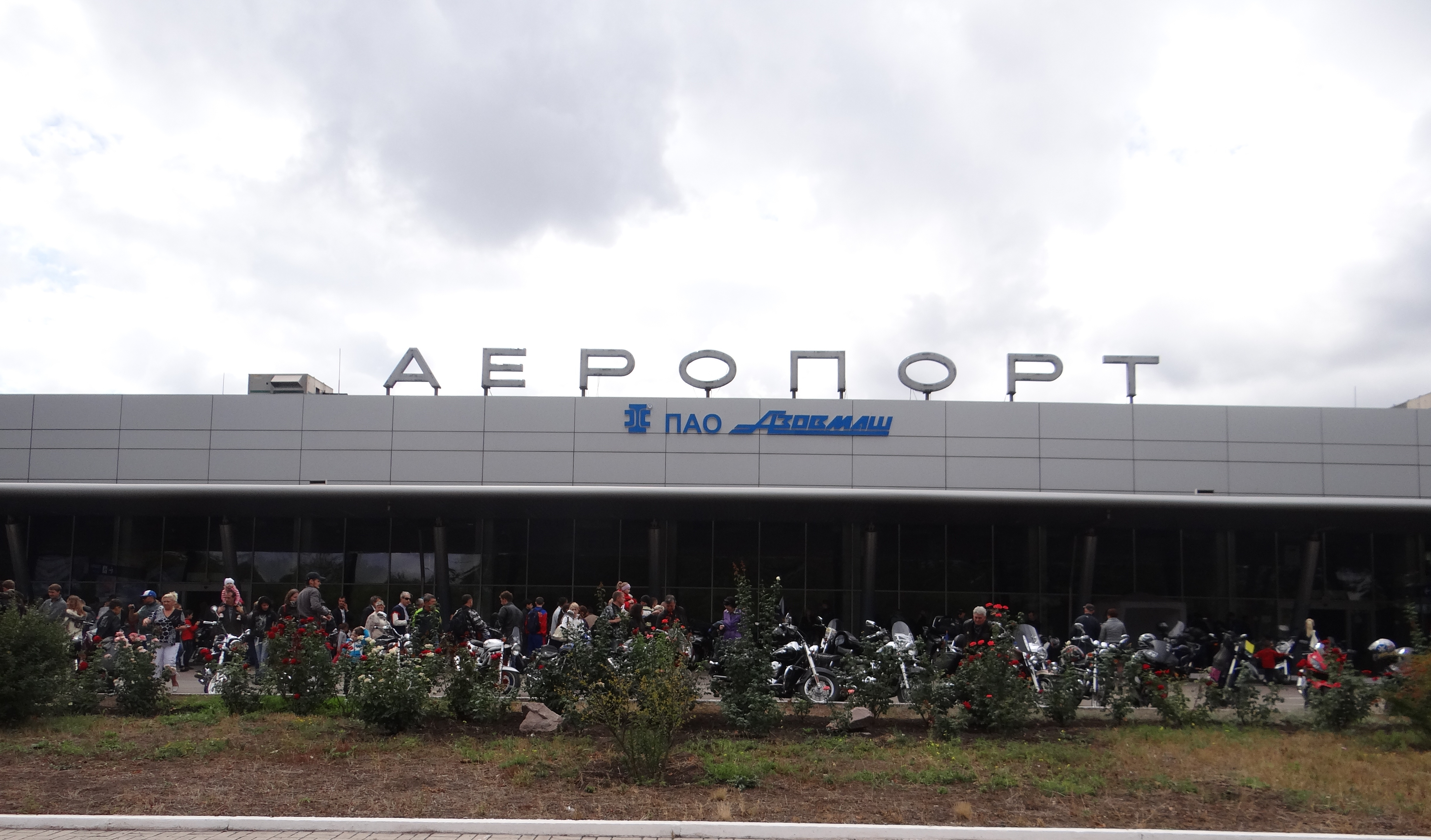
Будівля Аеропорту
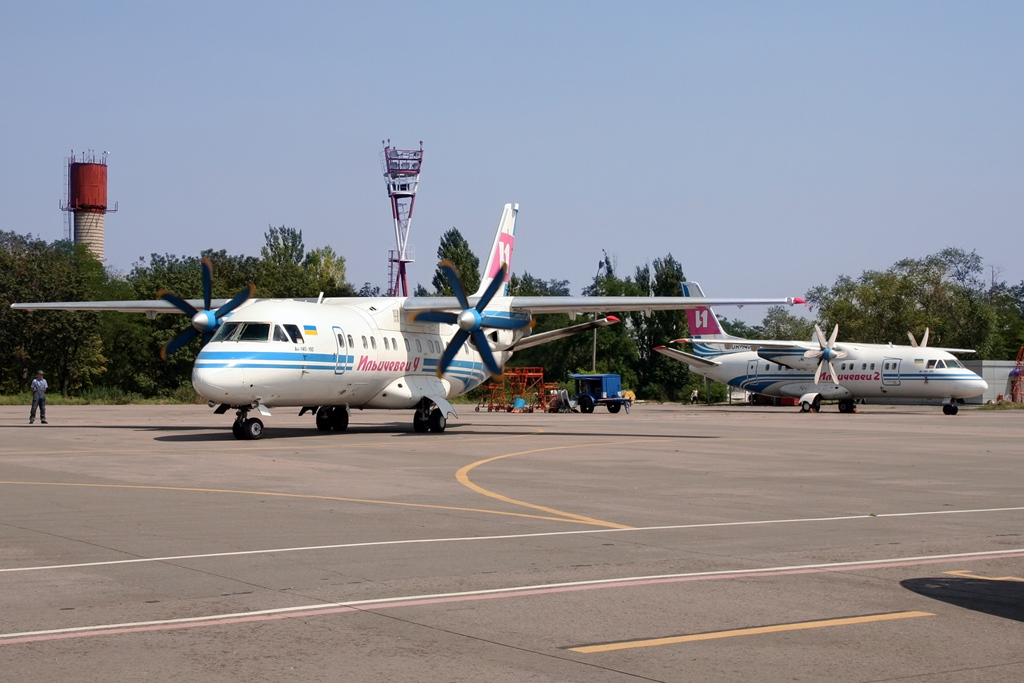
Антонов Ан-140-100
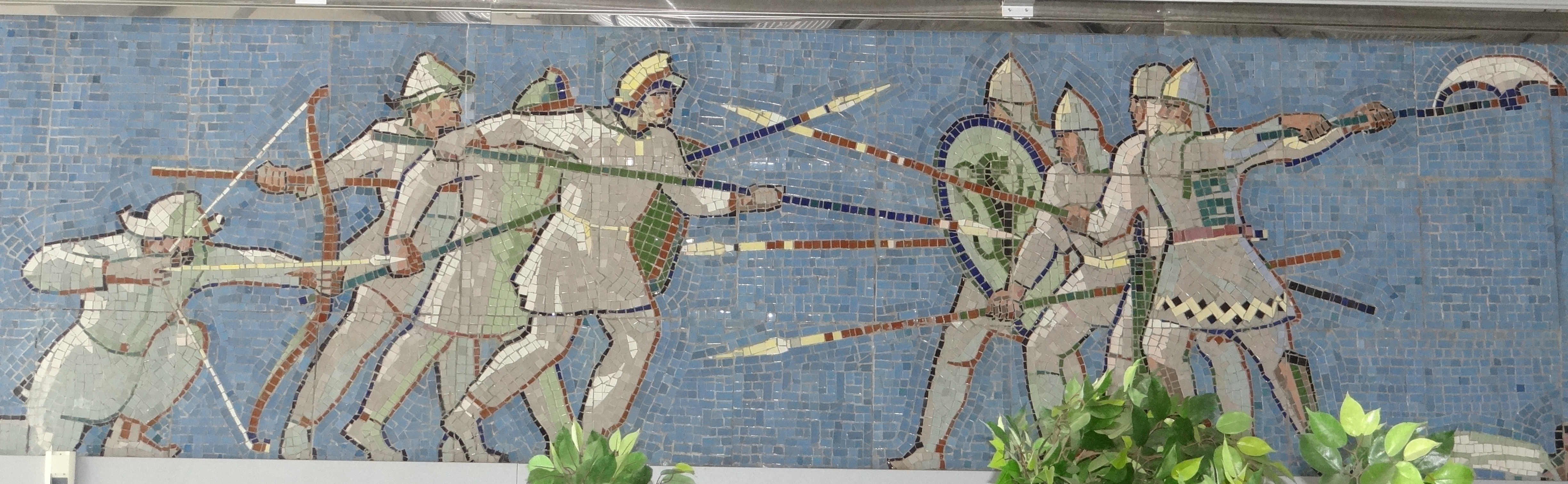
Мозаїка аеропорту
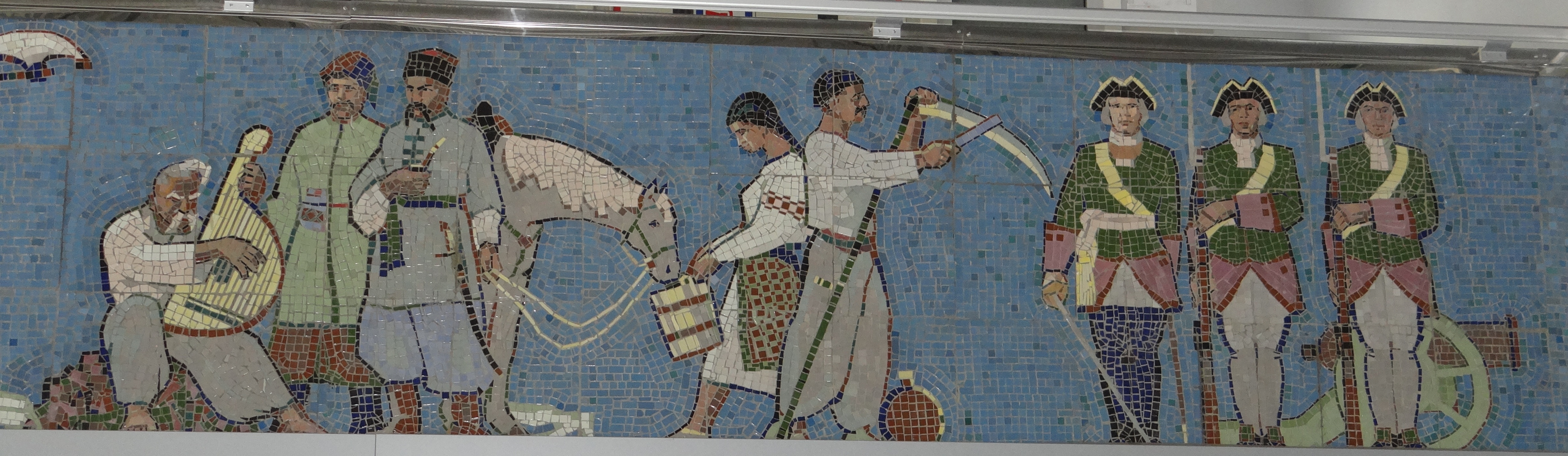
Мозаїка аеропорту
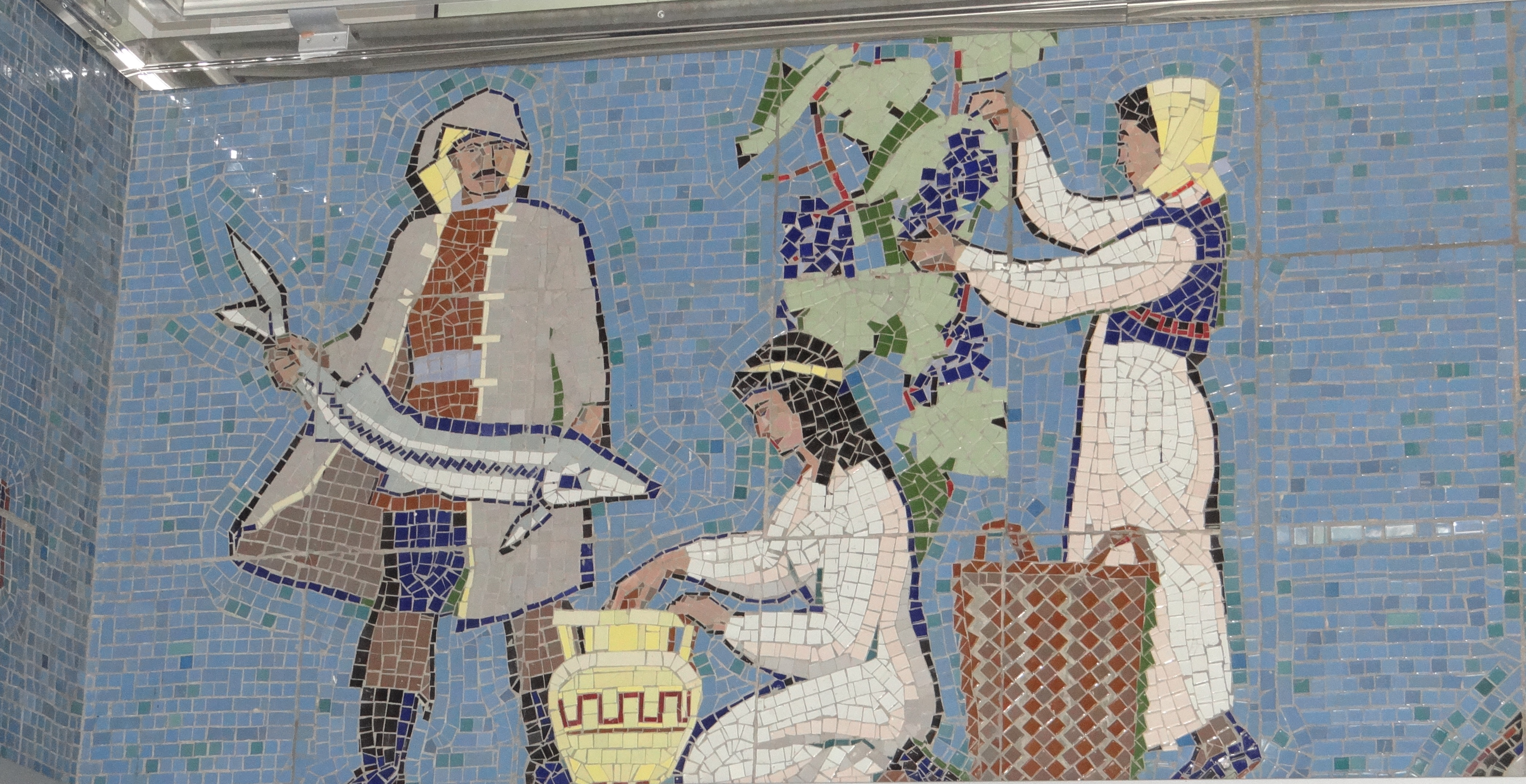
Мозаїка аеропорту
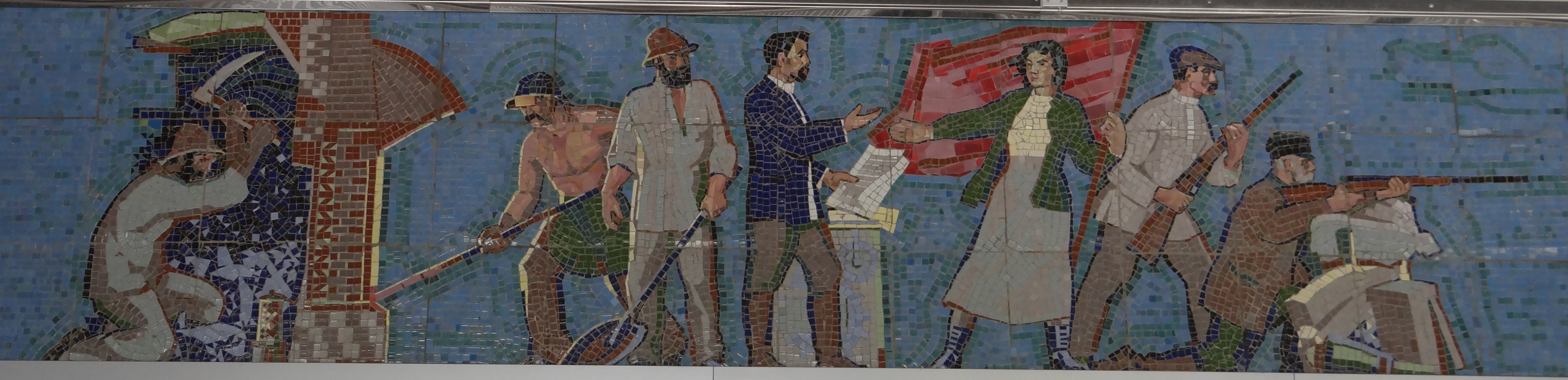
Мозаїка аеропорту
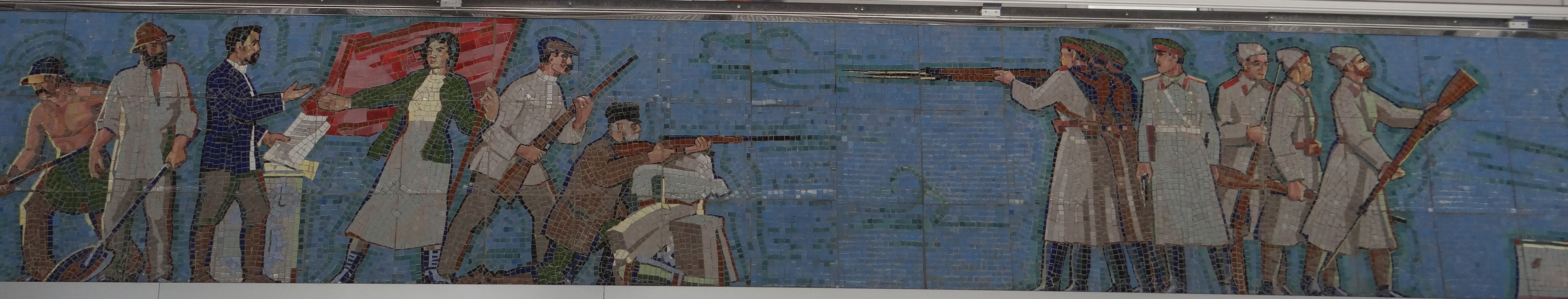
Мозаїка аеропорту
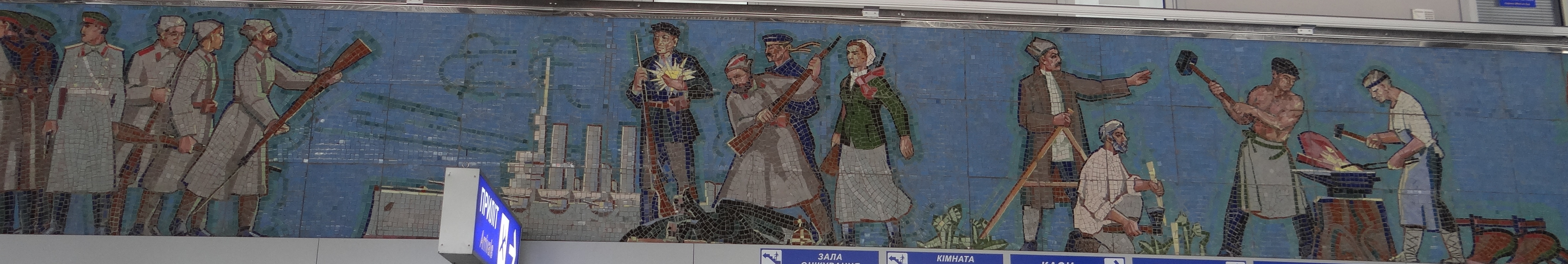
Мозаїка аеропорту
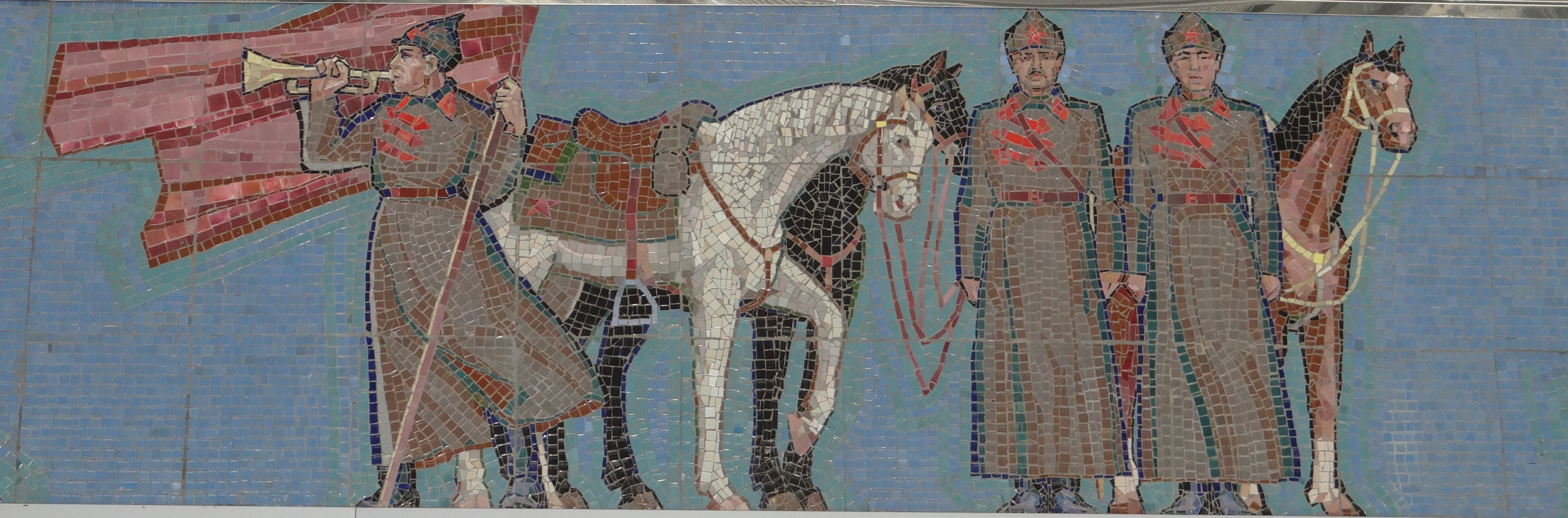
Мозаїка аеропорту
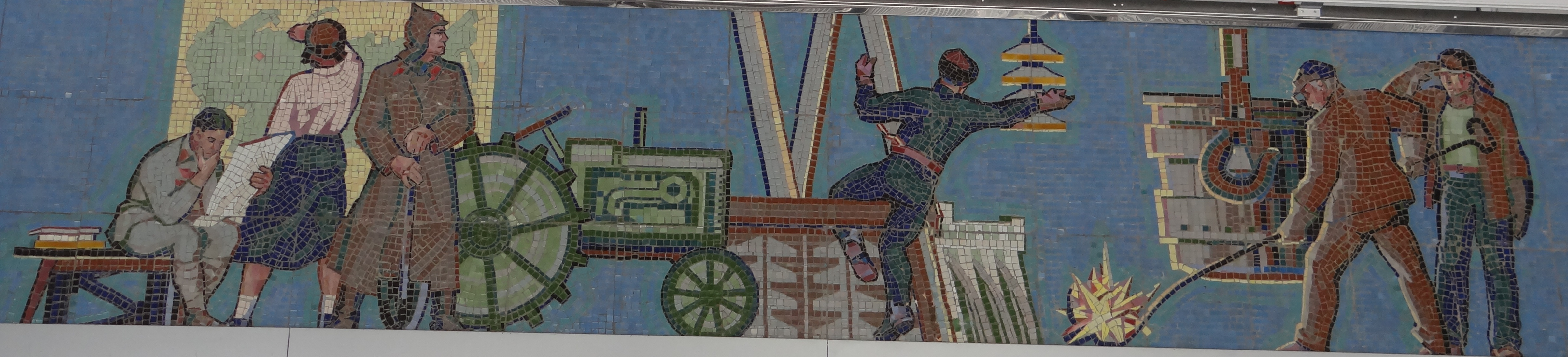
Мозаїка аеропорту
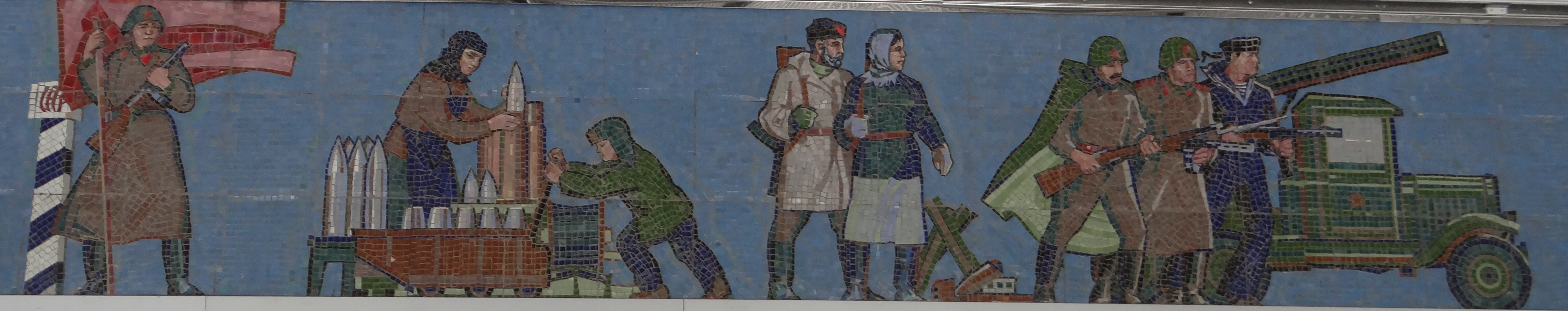
Мозаїка аеропорту
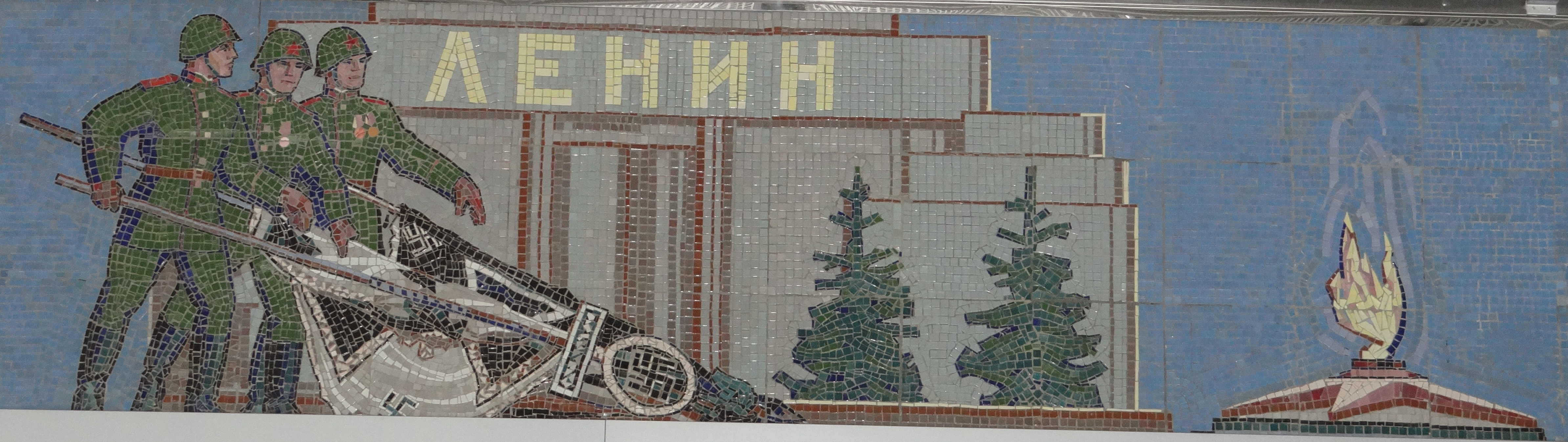
Мозаїка аеропорту
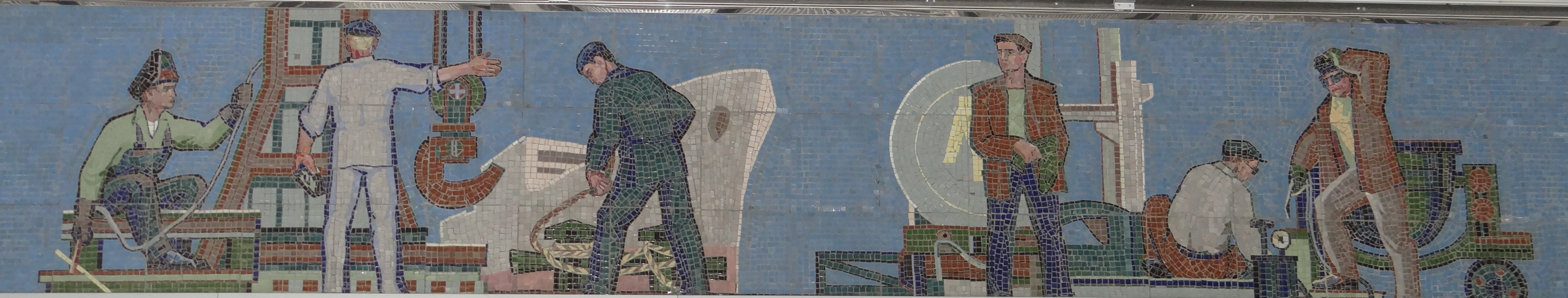
Мозаїка аеропорту
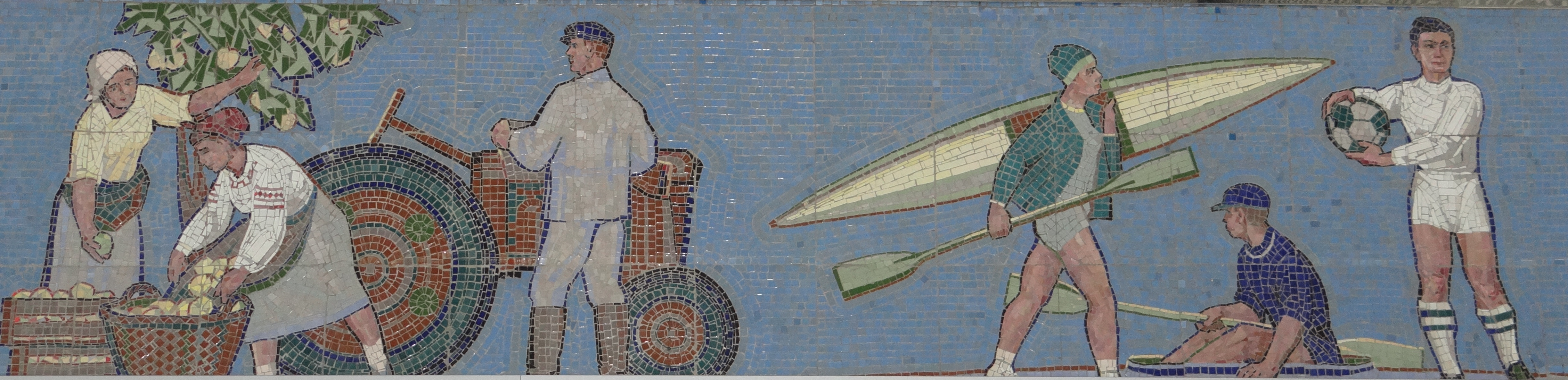
Мозаїка аеропорту
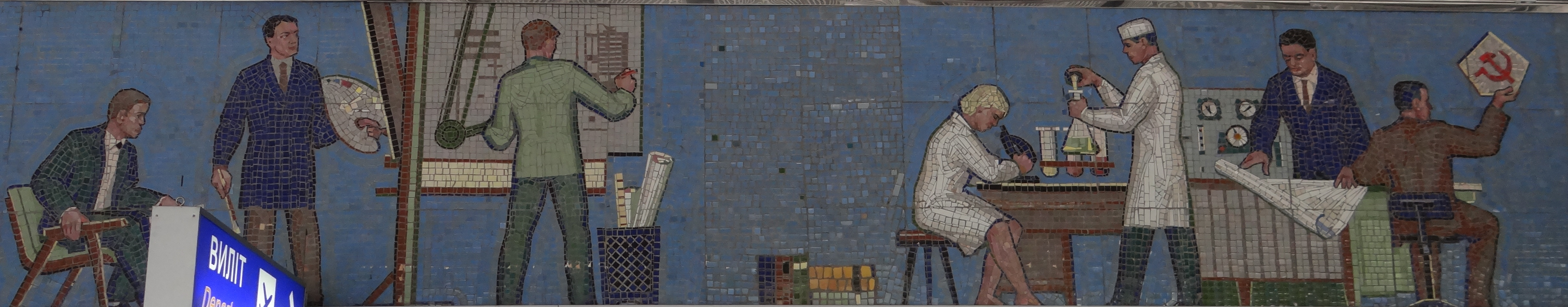
Мозаїка аеропорту
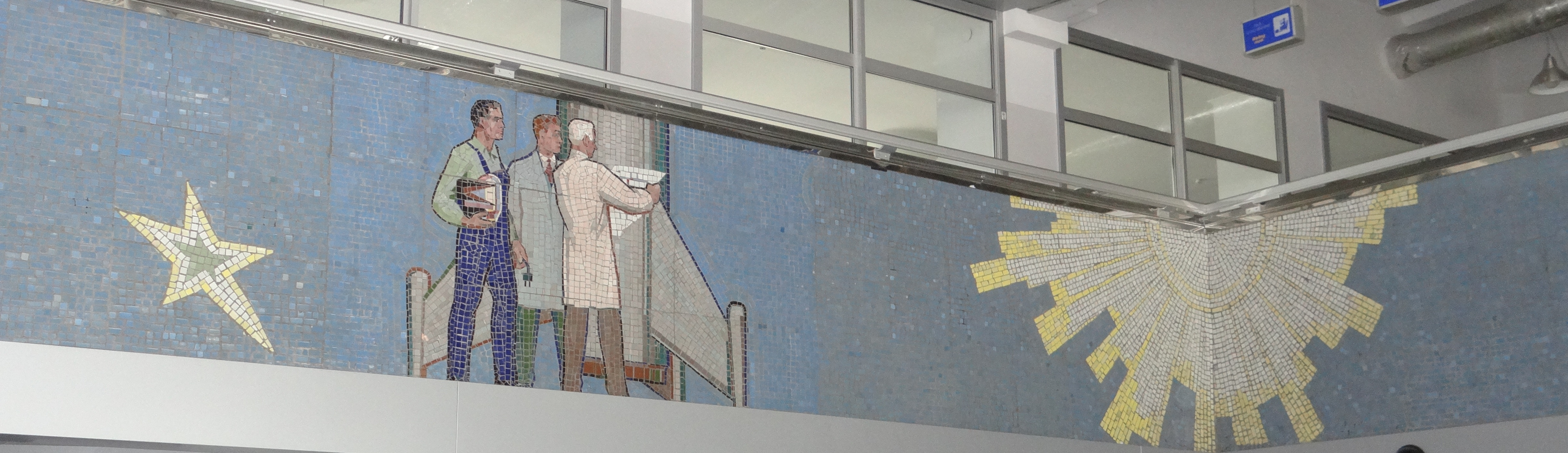
Мозаїка аеропорту
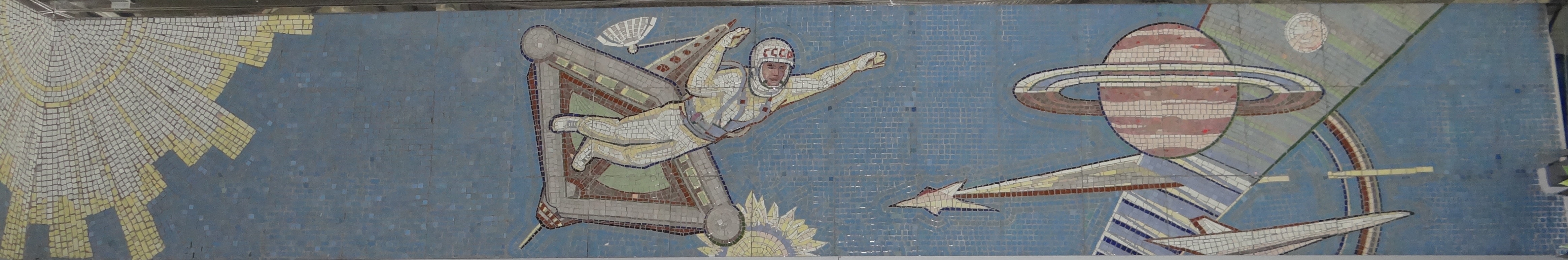
Мозаїка аеропорту

## Джерело
- Параметри Аеродромів України (20.01.2017)